# Goldsboro (Carolina do Norte)
Goldsboro é uma cidade localizada no estado norte-americano de Carolina do Norte, no Condado de Wayne. A cidade foi fundada em 1787, e incorporada em 1847.

## Demografia
Segundo o censo norte-americano de 2000, a sua população era de 39.043 habitantes.
Em 2006, foi estimada uma população de 38.203, um decréscimo de 840 (-2.2%).

## Geografia
De acordo com o United States Census Bureau tem uma área de
64,3 km², dos quais 64,2 km² cobertos por terra e 0,1 km² cobertos por água.

## Localidades na vizinhança
O diagrama seguinte representa as localidades num raio de 16 km ao redor de Goldsboro.